# Guerre aux tyrans
Guerre aux tyrans est une comédie en un acte et en vers, écrite en 1854 par Jules Verne et qui n'a jamais été représentée.

## Argument
Lucien de Sartan est doublement préoccupé : d'abord parce qu'il doit achever un rapport financier pour le prochain conseil royal ; mais surtout à cause d'un jeune homme qui lui a été recommandé par une lettre du père de son épouse Hortense et qui ne s'est toujours pas présenté alors que la reine a accepté de le prendre pour page.
Hortense, troublée par l'inquiétude de son mari, n'est guère rassurée par Demoiselle Angélique, la tante des époux, restée célibataire et affirmant son opposition aux hommes et son dégoût du mariage. Dès le début, la pièce semble placée sous le signe de la méprise ou du quiproquo. Hortense en vient à soupçonner son mari d'une injuste jalousie, et ce n'est pas l'interrogatoire de la servante Claudine qui contribue à éclaircir la situation.
Ne pouvant plus patienter, Lucien décide d'aller s'enquérir du futur page auprès de son beau-père à Château-Thierry ; après un faux départ, ayant suscité les pires craintes chez les deux femmes, le voilà enfin parti. Coup de théâtre : au moment du départ, un jeune homme a remis discrètement à Claudine une lettre pour Madame de Sartan ; c'est Innocent, le jeune homme attendu mais dont on ne découvrira l'identité qu'à la fin de la pièce. C'est d'abord Claudine qui l'accueille, puis Angélique qui lui donne une leçon de séduction, et enfin Madame de Sartan, résolue à se venger de son mari. Propos ambigus, quiproquos : Hortense, affolée, paraît pourchassée par un Innocent téméraire quand Angélique annonce le retour inopiné du mari... Double coup de théâtre : le vaudeville tourne à la farce. Hortense retrouve son mari, le page est reconnu et la vieille fille en est encore pour ses préjugés, la femme reste la victime de l'homme.

## Les personnages
- Lucien de Sartan, secrétaire au Conseil royal
- Hortense, sa femme
- Demoiselle Angélique, leur tante
- Ange-Juste-Innocent (rôle travesti)
- Claudine, servante

La scène se passe sous Louis XVI.